# 756

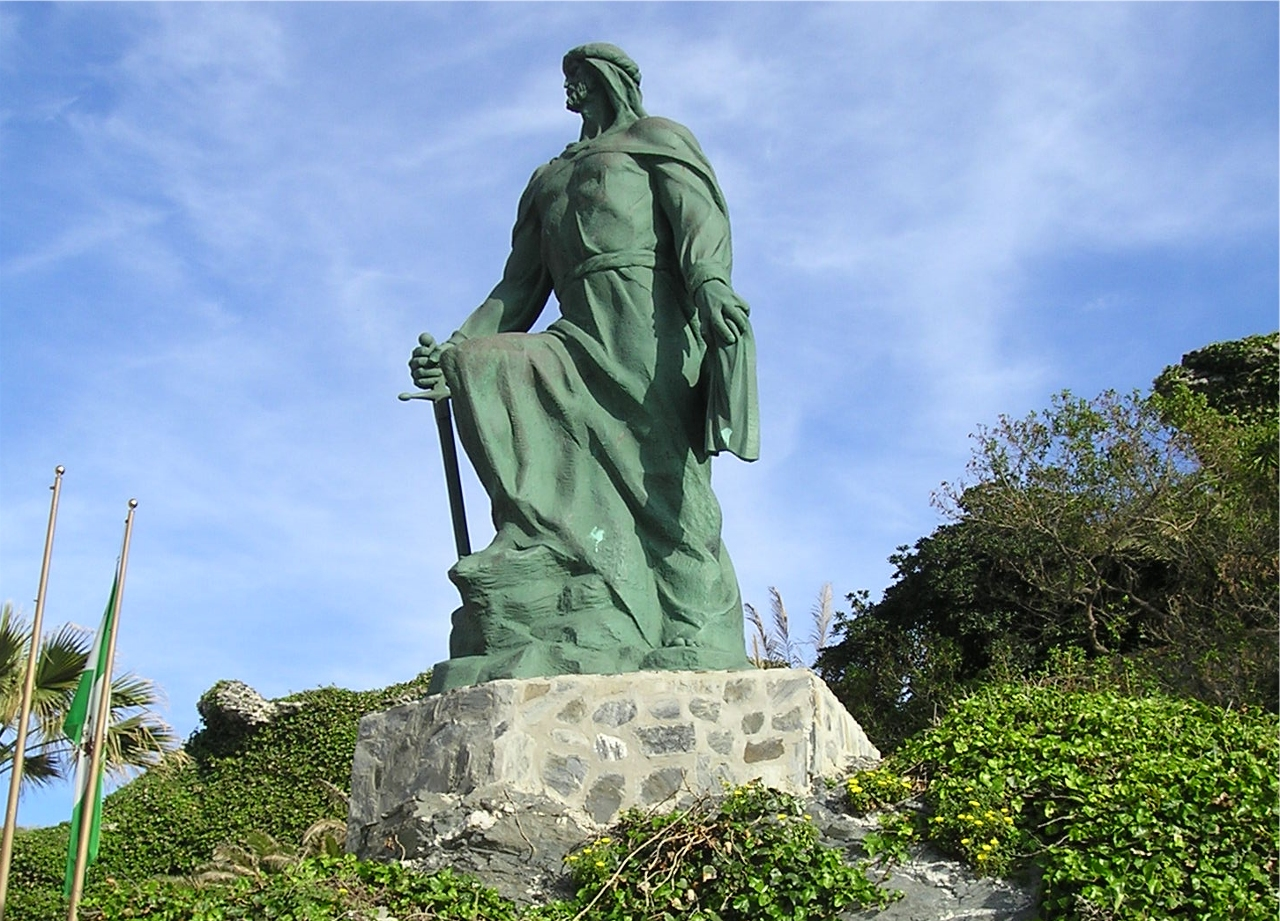
Standbeeld van Abd al-Rahman I (731-788)

Het jaar 756 is het 56e jaar in de 8e eeuw volgens de christelijke jaartelling.

## Gebeurtenissen

### Byzantijnse Rijk
- Byzantijns-Bulgaarse Oorlog: Keizer Constantijn V laat fortificaties aanleggen langs de Donau om de Byzantijnse rijksgrens te beschermen. De Bulgaren zien dit als een provocatie en eisen schatting. Als Constantijn dit weigert, vallen de Bulgaren Thracië binnen. Constantijn stuurt een Byzantijns expeditieleger (6000 cavalerie) gesteund door een vloot (500 schepen) naar Thracië en verslaat de Bulgaren op de Balkan.

### Brittannië
- Koning Cuthred van Wessex overlijdt na een regeerperiode van 16-jaar. Hij wordt opgevolgd door Sigebert, een ver familielid van Cuthred.

### Europa
- Koning Aistulf van de Longobarden belegert opnieuw Rome en dreigt paus Stephanus II te laten vermoorden. Hierop marcheert wederom een Frankisch leger onder aanvoering van koning Pepijn III ("de Korte") naar het zuiden en valt Noord-Italië binnen. Pepijn verslaat de Longobarden en dwingt Aistulf de veroverde gebieden van het exarchaat Ravenna af te staan aan de paus.
- Aistulf overlijdt door een val van zijn paard tijdens de jacht. Zijn broer Ratchis (ex-koning en sinds 749 verbannen in een klooster) probeert tevergeefs de macht te grijpen. Desiderius, hertog van Toscane, wordt met steun van Stephanus II tot koning van de Longobarden gekroond.
- Pepijn III schenkt zijn veroverde gebieden aan Stephanus II. Hierdoor ontstaat de Kerkelijke Staat; de paus wordt heerser over Ravenna, de Pentapolis (politiek een verbond tussen vijf steden) en de regio rondom Rome. Pepijn voert een nieuw geldstelsel in, gebaseerd op het Karolingische pond.
- 14 mei: Abd al-Rahman I, de enige overlevende prins van de Omajjaden, sticht het emiraat Córdoba (vernoemd naar de hoofdstad Córdoba) in Al-Andalus (huidige Spanje). Hij verovert met zijn volgelingen Sevilla en verslaat de Arabieren onder bevel van Yusuf ibn Abd al-Rahman al-Fihri.

### China
- An Lushan, Chinees rebellenleider, verovert Chang'an (tweede hoofdstad van de Tang-dynastie). Keizer Xuan Zong weet met zijn gevolg te ontsnappen, onder begeleiding van een contingent van de keizerlijke garde. Hij bereikt de provincie Sichuan en gaat daar in ballingschap.

## Geboren
- Egbert I, hertog van de Saksen (waarschijnlijke datum)

## Overleden
- Aistulf, koning van de Longobarden
- Cuthred, koning van Wessex
- 21 juni - Shōmu, keizer van Japan